# Caccobius mundus
Caccobius mundus là một loài bọ cánh cứng trong họ Bọ hung (Scarabaeidae).